# Tam An, Long Thành
Tam An là một xã thuộc huyện Long Thành, tỉnh Đồng Nai, Việt Nam.
Xã có diện tích 28,53 km², dân số năm 1999 là 7279 người, mật độ dân số đạt 255 người/km².

## Hành chính
Xã Tam An được chia thành 6 ấp: 1, 2, 3, 4, 5, 6.